# 戈尔德巴赫
戈尔德巴赫（德語：Goldbach，發音：[ˈɡɔltbax]）是德国巴伐利亚州阿沙芬堡县的市镇，总面积10.97平方千米，2023年12月31日总人口为10,300人。

## 友好城市
- 法國 滨海库尔瑟勒